# Blue-eyed soul
La blue-eyed soul (« soul aux yeux bleus ») ou white soul (« soul blanche ») désigne la soul et le rhythm and blues interprétés par des musiciens blancs.

## Terminologie
Le terme « blue-eyed soul » est employé pour la première fois vers le milieu des années 1960. L'expression, qui est attribuée à Georgie Woods, un disc jockey basé à Philadelphie, sert alors à désigner la musique du groupe The Righteous Brothers,. D'un point de vue musical, il n'y a pas de réelles différences stylistiques entre la blue-eyed soul et la soul interprétée par des Afro-Américains. La mélodie, les parties vocales, les rythmes et les thèmes abordés (comme l'amour, la romance, la douleur et le chagrin) restent similaires dans les deux cas,. La seule véritable différence réside dans la couleur de peau des artistes concernés.

## Histoire
Les origines de la blue-eyed soul remontent vraisemblablement à Elvis Presley et à ses singles enregistrés pour Sun Records, qui sont pour la plupart des reprises de standards du blues et du rhythm and blues. Elles peuvent aussi remonter aux nombreux chanteurs italo-américains de la fin du l'ère doo-wop, ainsi qu'à des artistes du début des années 1960 fortement influencés par le rhythm and blues, en particulier au niveau du phrasé et des harmonies, comme Dion ou The Four Seasons.
The Righteous Brothers et The Rascals figurent parmi les premiers artistes représentatifs de la blue-eyed soul. Le duo The Righteous Brothers, composé de Bill Medley et de Bobby Hatfield, se fait connaître avec les chansons You've Lost That Lovin' Feelin' (1964) et Unchained Melody (1965). À la fin des années 1960, la blue-eyed soul gagne en popularité à travers les tubes d'artistes comme The Rascals, The Box Tops, Mitch Ryder et Tony Joe White. Durant cette période, Dusty Springfield se rend aux studios de Stax Records à Memphis pour y enregistrer Dusty in Memphis (1969). Cette chanson reste populaire dans les années 1970, grâce à des artistes tels que Hall and Oates, Robert Palmer, Average White Band, Boz Scaggs et David Bowie.
Les années 1980 et 1990 voient l'apparition d'artistes comme Teena Marie et Jon B. Entre 1976 et 1990, 29 singles du duo Hall and Oates atteignent le top 40 du Billboard Hot 100. En l'espace de quelques années, le chanteur Michael Bolton rencontre le succès avec ses reprises de (Sittin' on) The Dock of the Bay (1988), Georgia on My Mind (1990) et When a Man Loves a Woman (1991).
La blue-eyed soul connaît un renouveau à partir du milieu des années 2000 avec le succès commercial des chanteuses britanniques Amy Winehouse, Adele, Duffy et Joss Stone, ainsi que des chanteurs américains Robin Thicke et Justin Timberlake. La première moitié de l'année 2007 est marquée par la parution d'albums de Joss Stone, Robin Thicke et Amy Winehouse. Ceux d'Amy Winehouse et de Duffy se vendent à plusieurs millions d'exemplaires à travers le monde. Cette même année, Robin Thicke se fait connaître avec l'album The Evolution of Robin Thicke et le single Lost Without U.
En 2008, 19 d'Adele et Rockferry de Duffy sont classés no 1 au Royaume-Uni. Rockferry reste pendant cinq semaines à la 1re place dans le UK Albums Chart. Duffy se fait surtout connaître du grand public avec le single Mercy, qui, en cinq semaines, est téléchargé plus d'un million de fois à travers toute l'Europe. Pour la 50e cérémonie des Grammy Awards, Back to Black d'Amy Winehouse est nommée dans six catégories et remporte cinq prix au cours de cette même cérémonie. L'australienne Gabriella Cilmi rencontre quant à elle le succès avec Sweet About Me, qui s'inspire du son de Motown.
L'année 2013 est marquée par le succès d'artistes blancs s'inspirant de la soul des années 1960 et 1970, avec notamment Robin Thicke et Justin Timberlake.

## Controverses
Le terme « blue-eyed soul » est considéré comme blessant, voire raciste, en partie à cause de son synonyme « white soul ».
Le duo Hall and Oates a systématiquement rejeté l'appellation et, dans une interview accordée à VH1, Daryl Hall a déclaré détester ce « terme raciste ». 
Pour Mick Hucknall de Simply Red, l'expression est à la fois ambiguë et raciste. 
La blue-eyed soul est aussi perçue comme une forme d'appropriation culturelle par certaines associations communautaires,,.